# E.G. Records
La E.G. Records è stata un'etichetta discografica inglese, attiva in particolare durante gli anni settanta e ottanta.
Le iniziali sono quelle dei cognomi rispettivamente di David Enthoven e John Gaydon, che diventarono i manager dei King Crimson nel 1969, producendo l'album di esordio In the Court of the Crimson King. Furono anche produttori di T. Rex, Emerson Lake and Palmer e Roxy Music. Gaydon lasciò l'etichetta nel 1971, Enthoven nel 1977. Sam Alder e Mark Fenwick (ora manager di Roger Waters) riformarono l'etichetta diversi anni più tardi, pubblicando materiale dei King Crimson, Brian Eno, Killing Joke, Loose Tubes, Human Chain, Man Jumping, Iain Ballamy, Earthworks e UK.
La E.G. Records è stata distribuita da Island, Atlantic, WBR, Polydor, Passport/Jem, e Virgin in varie parti del mondo.
Alder e Fenwick investirono nella compagnia assicuratrice dei Lloyd's di Londra, che con le pesanti perdite dei primi anni novanta mise i due in guai finanziari e successivamente giuridici.
La casa discografica fu venduta alla Virgin nel 1992, e continuò ad operare con il marchio E.G.. Nel 1996, dopo che la Virgin fu venduta alla EMI, il marchio E.G. sparì e fu assorbito dalla Virgin, che ha invece continuato ad operare con il proprio nome.